# ام رمول
ام رمول (به عربی: أم رمول) یک منطقهٔ مسکونی در امارات متحده عربی است که در شیخ‌نشین دبی واقع شده‌است.